# Казанское высшее танковое командное училище
Казанское высшее танковое командное ордена Жукова Краснознамённое училище (КВТКУ) — высшее военное учебное заведение Министерства обороны РФ в г. Казани.
С 2009 по 2017 год — Филиал федерального государственного казённого военного образовательного учреждения высшего профессионального образования «Военный учебно-научный центр Сухопутных войск «Общевойсковая академия Вооруженных Сил Российской Федерации». С марта 2017 года — самостоятельное военное учебное заведение.

## История
Официальной датой образования училища считается 22 февраля 1919 года. В этот день был выпущен приказ РВСР о создании 1-х Казанских мусульманских пехотных командных курсов. Уже в апреле курсантов пришлось отправить на Восточный фронт. 25 июля 1919 года были созданы 2-е Казанские мусульманские пехотные командные курсы, а 1 октября 1920 года на их базе были сформированы 16-е Казанские мусульманские пехотные командные курсы. В декабре 1922 года в связи с сокращением численности РККА было принято решение о расформировании курсов.
В 1923 году на базе расформированных курсов была создана 6-я объединённая татаро-башкирская командная школа. 16 марта 1937 года она была переименована в Казанское пехотное училище имени ЦИК Татарской АССР, а в марте 1939 года — в Казанское пехотное училище имени Верховного Совета Татарской АССР.
Приказом Наркома обороны СССР от 12 апреля 1941 года училище было преобразовано в танковое и полностью перешло на подготовку специалистов для бронетанковых и механизированных войск РККА.
В ноябре 1943 года за успешное освоение новой техники училище было награждено Боевым Красным Знаменем, а в 1944 году за выдающиеся успехи в деле подготовки командных кадров и в ознаменование 25-й годовщины со дня образования - награждено орденом Красного Знамени. В годы войны в стенах училища было подготовлено свыше 5000 танковых экипажей.
В начале 1966 года училище было переведено на высший профиль подготовки танковых специалистов и получило наименование Казанского высшего танкового командного Краснознамённого училища имени Верховного Совета Татарской АССР.

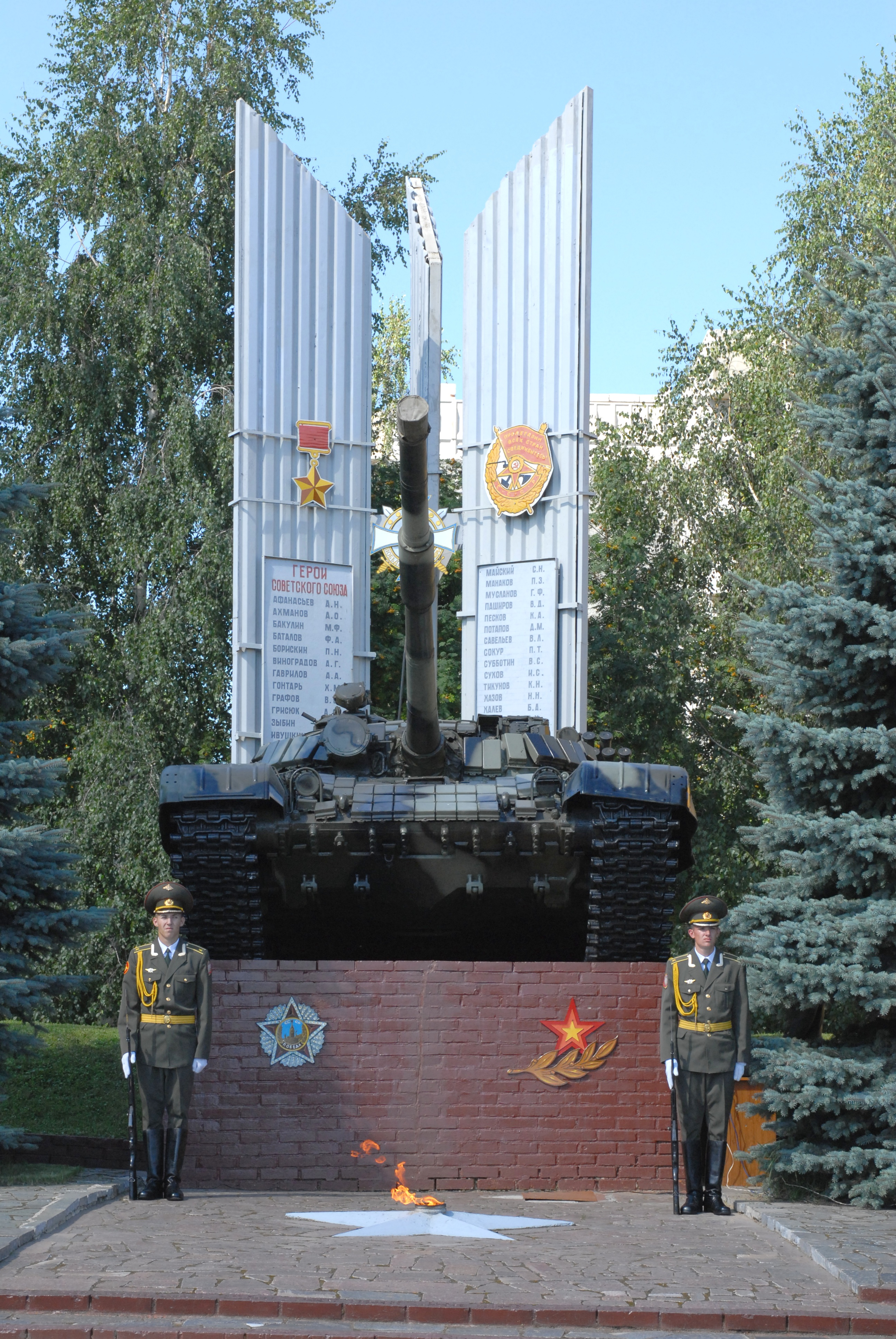
Монумент героям-танкистам на территории училища

До 2004 года являлось Казанским филиалом Челябинского танкового института, после чего приказом Министра обороны РФ стало самостоятельным военным ВУЗом: Казанским высшим военным командным училищем-танковым университетом. Начиная с 2007 года является единственным в РФ военным училищем, готовящим офицеров-танкистов командного профиля.
В августе 2004 года училище переименовано в Казанское высшее военное командное училище.
В целях совершенствования системы подготовки специалистов для Сухопутных войск и оптимизации сети военных образовательных учреждений 1 января 2009 года на основании распоряжения Правительства РФ от 18 августа 2008 года № 1199-р к Казанскому ВВКУ присоединено Казанское высшее артиллерийское командное училище.
В соответствии с постановлением Правительства РФ от 24 декабря 2008 года № 1951-р и приказом Главнокомандующего СВ от 10 февраля 2009 года № 459/во/149 училище приобрело статус обособленного структурного подразделения в составе федерального государственного военного образовательного учреждения высшего профессионального образования «Военного учебно-научного центра Сухопутных войск» Общевойсковая академия в качестве филиала.  В марте 2017 года выведено из состава академии и получило статус самостоятельного военного учебного заведения.
В училище осуществляется подготовка офицеров по специальности «Управление персоналом (Вооружённые Силы РФ, другие войска, воинские формирования и приравненные к ним органы РФ)», выпускники получают высшее профессиональное образование по квалификации «специалист в области управления». С 1 сентября 2022 года в училище ведется подготовка по специальности высшего образования «военно-политическая работа», выпускники получают высшее профессиональное образование по квалификации «специалист в области военно-политической работы».
В день 100-летия образования 22 февраля 2019 года училище награждено орденом Жукова. Награду вручил начальник Генерального штаба Вооружённых Сил - 1-й заместитель Министра обороны РФ генерал армии Валерий Герасимов.

## Награды
- 21 февраля 1944 года -  Орден Красного Знамени - награждено указом Президиума Верховного Совета СССР  от 21 февраля 1944 года в ознаменование 25-й годовщины Казанского танкового училища имени Президиума Верховного Совета Татарской АССР за выдающиеся успехи в подготовке офицерских кадров  для танковых войск Красной Армии и бовые заслуги перед Родиной.

## Начальники училища
- Тальковский, Искандер Османович, (февраль 1919 — июнь 1919)
- Окнинский, Георгий Леонидович (июнь 1919 — февраль 1922)
- Троицкий, Николай Мефодьевич (февраль 1922 — декабрь 1922)
- Смирнов, Василий Николаевич (январь 1923 — ноябрь 1923)
- Тальковский, Александр Александрович, комбриг (ноябрь 1923 — апрель 1931)
- Уласевич, Семён Афанасьевич, комбриг (апрель 1931 — февраль 1934)
- Кирпонос, Михаил Петрович, генерал-лейтенант (март 1934 — декабрь 1939)
- Васильев, Андриан Васильевич, полковник (март 1940 — апрель 1941)
- Ажгибков, Василий Васильевич, полковник (апрель 1941 — ноябрь 1942)
- Живлюк, Владимир Исидорович, генерал-майор (ноябрь 1942 — февраль 1947)
- Кобяков, Иван Григорьевич, генерал-майор танковых войск, Герой Советского Союза (август 1963 — июль 1975)
- Соколенко, Алексей Лукич, генерал-майор танковых войск (июль 1975 — август 1984)
- Турчик, Юрий Владимирович, генерал-майор (август 1984 — август 1987)
- Тимашев, Геннадий Александрович, генерал-майор (август 1987 — ноябрь 1995)
- Миронченко, Валерий Николаевич, генерал-майор (ноябрь 1995 — август 2014)
- Майстренко, Владимир Викторович, генерал-майор (август 2014 — март 2017)
- Кулаков, Кирилл Денисович, генерал-майор (март 2017 — июнь 2024)
- Герасимов, Виталий Петрович, генерал-майор (с июля 2024)

## Известные выпускники

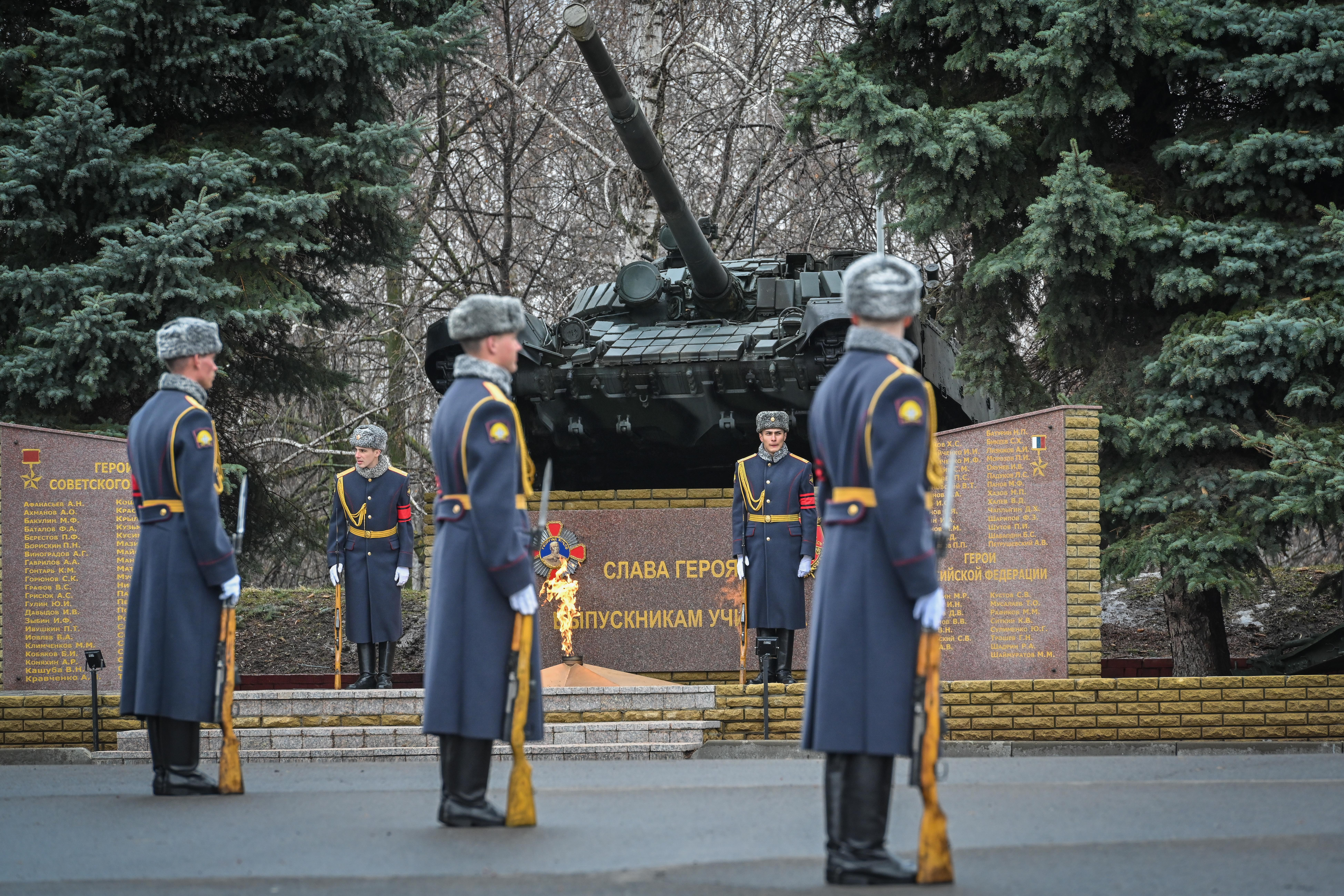
Памятник выпускникам - героям,
установленный на территории училища

Среди выпускников училища: один из первых Маршалов Советского Союза Егоров Александр Ильич, генерал-полковник Клюев А. Л., заместитель Наркома по военным и морским делам, видный военачальник гражданской войны Шорин Василий Иванович, а также многие военачальники нашего времени, такие как генерал армии Герасимов Валерий Васильевич, генерал-полковники Ачалов Владислав Алексеевич, Трошев Геннадий Николаевич, Баранов Валерий Петрович, Потапов Владимир Яковлевич, генерал-майор Тагир Кусимов и многие другие.
За годы существования училища 43 его выпускника стали Героями Советского Союза, 3 — Героями Социалистического Труда, а 15 выпускников последних лет удостоены звания Героя Российской Федерации. Более 300 стали генералами.
См. Категория: Выпускники Казанского высшего танкового командного училища